# George Griswold
George R. Griswold (* 1794 in New York; † 5. April 1857 vor der afrikanischen Küste) war ein US-amerikanischer Politiker. In den Jahren 1853 bis 1855 war er kommissarischer  Vizegouverneur des Bundesstaates Michigan.

## Werdegang
Nach einem Jurastudium und seiner Zulassung als Rechtsanwalt begann George Griswold in Detroit in diesem Beruf zu arbeiten. Gleichzeitig schlug er als Mitglied der Demokratischen Partei eine politische Laufbahn ein. Im Jahr 1835 wurde er in das Repräsentantenhaus von Michigan gewählt. Von 1837 bis 1841 fungierte er als Notar (Register of Deeds) im Wayne County. In diesem Bezirk war er zwischen 1843 und 1847 als Clerk bei der Verwaltung angestellt. Seit 1839 war er auch journalistisch tätig und wurde Herausgeber und Verleger der Zeitung Detroit Morning Post. In den Jahren 1848 und 1849 sowie im Jahr 1853 gehörte er dem Senat von Michigan an, dessen President Pro Tempore er im Jahr 1853 war.
Nach dem Rücktritt von Gouverneur Robert McClelland, der zum US-Innenminister ernannt worden war, rückte dessen Vizegouverneur Andrew Parsons zum neuen Gouverneur auf. Entsprechend der Staatsverfassung musste nun der President Pro Tempore des Staatssenats, George Griswold, kommissarisch das Amt des Vizegouverneurs übernehmen. Dieses Amt bekleidete er zwischen 1853 und Januar 1855. Dabei war er Stellvertreter des Gouverneurs und offizieller Vorsitzender des Staatssenats. Nach seiner Zeit als Vizegouverneur wurde Griswold Zahl- und Proviantmeister in der US Navy. Er starb am 5. April 1857 an Bord des Kriegsschiffes USS Dolphin vor der afrikanischen Küste.